# Anatolij Zajajew
Anatolij Mykołajowycz Zajajew, ukr. Анатолій Миколайович Заяєв, ros. Анатолий Николаевич Заяев, Anatolij Nikołajewicz Zajajew (ur. 27 października 1931 w Symferopolu, Ukraińska SRR, zm. 18 grudnia 2012 w Melitopolu) – ukraiński piłkarz, trener piłkarski.

## Kariera piłkarska

### Kariera klubowa
Pracował w zakładzie mięsnym w Symferopolu, który reprezentowała drużyna piłkarska Charczowyk Symferopol. W tym klubie pełnił również obowiązki dyrektora oraz bronił jego barw na boisku.

## Kariera trenerska
Od 1958 pracował w strukturze klubu Tawrija Symferopol na różnych stanowiskach. Często opuszczał klub ale zawsze wracał do niego, kiedy Tawrija była w ciężkich sytuacjach. Pracował również w klubach Dnipro Dniepropetrowsk, Atłantyka Sewastopol, SK Mikołajów, Spartak Iwano-Frankiwsk, Polissia Żytomierz, FK Czerkasy oraz Constructorul Cioburciu. W sierpniu 2004 ostatni raz podał się do dymisji w Tawrii i kontynuował pracę w klubie na stanowisku wiceprezesa, ale po przyjściu do Tawrii nowych właścicieli opuścił zajmowane stanowisko. W 2010 nowy trener MFK Mikołajów Rusłan Zabranski zaproponował mu stanowisko konsultanta klubu. W lipcu 2012 objął stanowisko dyrektora sportowego w klubie Metałurh Zaporoże. Od 31 sierpnia do 6 września 2012 pełnił również obowiązki głównego trenera Metałurha.
18 grudnia 2012 zginął w wypadku samochodowym niedaleko Melitopola.

## Sukcesy i odznaczenia
- pierwszy historyczny mistrz Ukrainy: 1992
- finalista Pucharu Ukrainy: 1994
- zdobywca Pucharu Mołdawii: 1996
- mistrz Ukraińskiej Pierwszej Lihi: 1998

### Odznaczenia
- tytuł Zasłużonego Trenera Ukrainy
- tytuł Zasłużonego Trenera Mołdawii
- Order „Za zasługi” III klasy: 2004[5]
- Order „Za zasługi” II klasy: 2011[6]